# Száli törvény

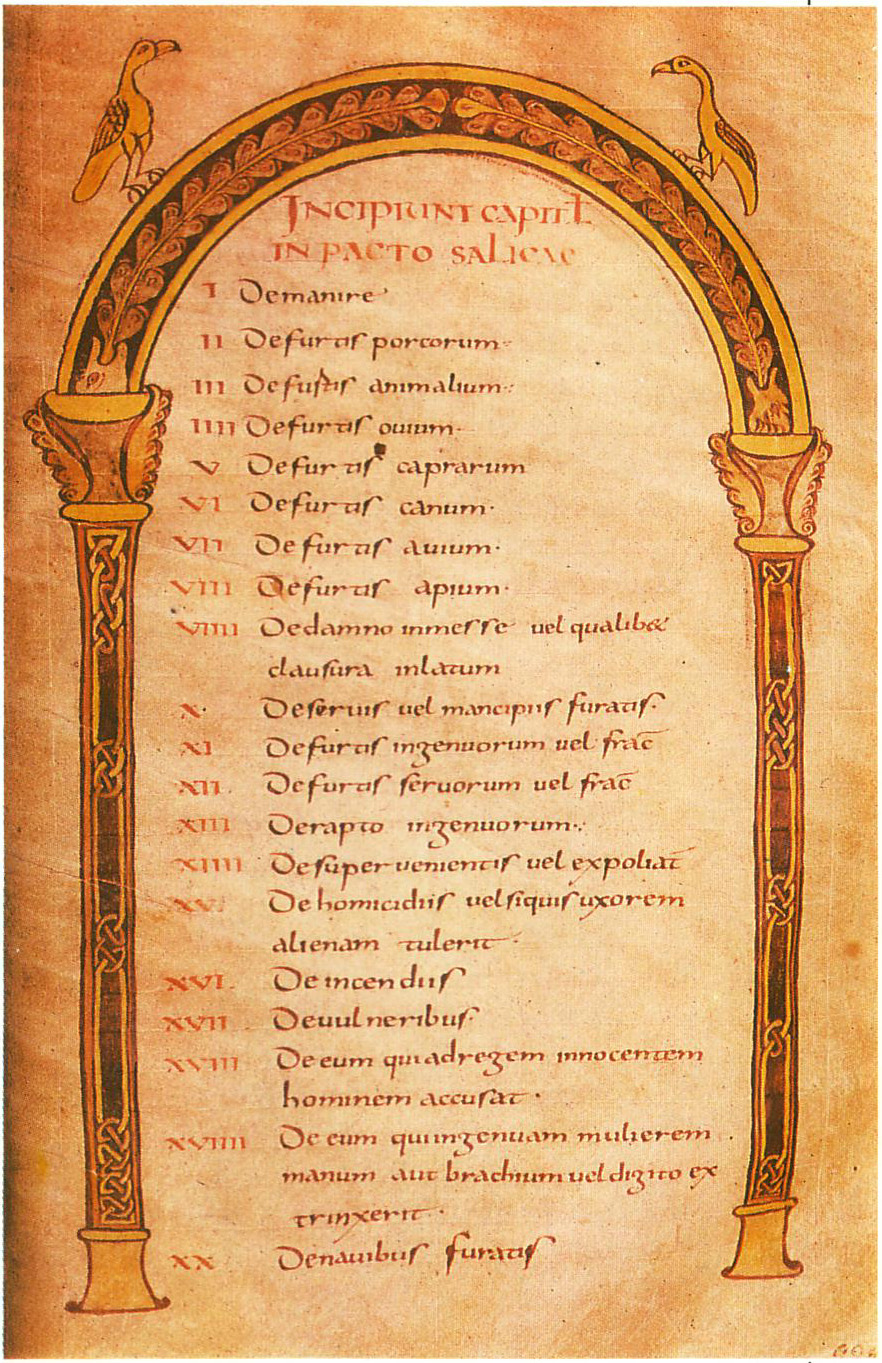
A száli törvény 8. századból származó másolata (Bibliothèque nationale de France, Párizs)

A száli törvény (Lex Salica) az Isala folyó (ma IJssel, Belgium) mentén megtelepült száli frankok törvénygyűjteménye volt. I. Klodvig uralkodása idején keletkezett, többször átdolgozták, utoljára Nagy Károly egészítette ki.
A száli törvény eltörölte a családi és személyes bosszúállás jogát az ún. wergelden keresztül, amely megszabta a gyilkosság és testi bántalom esetén a sértett félnek és családjának járó kártérítést, anyagi kompenzációt.
Szabályozta továbbá a föld öröklésének jogát. Csak a férfiakat illette meg ez a jog, a nők csak egyéb javakat örökölhettek. Bár az az általános vélekedés, hogy erre a cikkelyre hivatkozva zárták ki a nőket a trónöröklésből a Francia Királyságban, amikor csak a férfiágon leszármazott herceg léphetett a trónra, de ezt számos esetben vitatták, ez okozta a százéves háború kitörését, amikor III. Eduárd angol király az anyja jogaira hivatkozva magának követelte a francia trónt.
A száli törvényre hivatkozva választották királlyá az ország nagyjai VI. Fülöpöt, a Valois-ház első uralkodóját.
A Capeting felmenőkkel rendelkező spanyol uralkodók is hivatkoztak a száli törvényre egészen a 19. századig.